# Rocznik poznański starszy

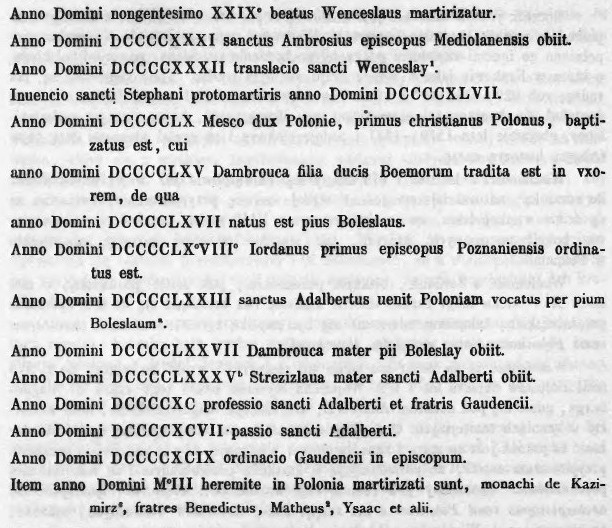
Rocznik poznański starszy – początek tekstu według edycji Wojciecha Kętrzyńskiego z 1888 roku. Rękopis, na którym oparł się Kętrzyński, zaginął.

Rocznik poznański starszy lub  Rocznik poznański I (łac. Annales Posnanienses I) – rocznik obejmujący lata 929–1341, zapisany w XIII i XIV wieku w środowisku katedralnym Poznania, zaliczany do zbioru tzw. roczników wielkopolskich. 
Jego rękopis, odkryty w XIX wieku, zaginął w wieku XX. Współcześnie treść dzieła znana jest jedynie z dwóch XIX-wiecznych wydań, opartych na XIV-wiecznej kopii. Na kartach rocznika zachowały się daty i informacje nieznane innym średniowiecznym przekazom polskim, dlatego dla współczesnych historyków jest on niezwykle ważnym źródłem do odtworzenia najstarszych dziejów Polski, powodującym jednak wiele kontrowersji i polemik.

## Rękopis i wydania
Oryginał Rocznika nie jest znany. W drugiej połowie XIX wieku Wojciech Kętrzyński odkrył jego XIV-wieczną kopię, pisaną jedną ręką pismem pospiesznym i jednostajnym. Pod tekstem znajdował się dopisek: Libellum ecclesie  Posnaniensis.
Kętrzyński odkrył tekst Rocznika poznańskiego przypadkiem. Znajdował się on na pierwszej stronnicy pierwszej karty pergaminowej, która pierwotnie była przylepiona do okładki innego kodeksu. Pergamin z Rocznikiem posłużył bowiem w XV wieku do oprawy kodeksu pergaminowego zawierającego dzieło Piotra Comestora Histora scholastica. Kodeks był własnością Seminarium Duchownego w Poznaniu a  przechowywano go w bibliotece kapitulnej w Gnieźnie.
Tekst Rocznika wydał Wojciech Kętrzyński w piątym tomie Monumenta Poloniae Historica w roku 1888. Po odkryciu Kętrzyńskiego dziełem zainteresowal się niemiecki uczony Max Perlbach, który zbadał kodeks w Gnieźnie i potwierdził ustalenia polskiego kolegi. Perlbach  w roku 1892 wydał tekst, nie różniący się od edycji Kętrzyńskiego, w serii Monumenta Germaniae Historica.
W XX wieku zaginęły tak cały kodeks z dziełem Piotra Comestora, jak i przylepiona do niego karta pergaminowa z tekstem Rocznika. Po drugiej wojnie światowej badacze rozpoczęli poszukiwania Rocznika w bibliotekach polskich i niemieckich, ale jak na razie bez rezultatu.
W 1962 roku tekst, na podstawie edycji XIX-wiecznych, na nowo opracował i wydał Gerard Labuda – w zbiorze Roczników wielkopolskich, publikacji przygotowanej przez Brygidę Kürbis.

## Tytuł
Wojciech Kętrzyński nazwał dzieło Rocznikiem poznańskim. Wkrótce jednak odkrył inny rocznik, zapisany w XV i XVI wieku, pochodzący również z Poznania. Dlatego zdecydował się ostatecznie na nazwę Rocznik poznański I.  XX-wieczny wydawca, Gerard Labuda, dla wyrazistszego odróżnienia tego rocznika zaproponował nazwać go Rocznikiem poznańskim starszym, co dość powszechnie się przyjęło.

## Okoliczności i czas powstania
Wśród badaczy nie ma wątpliwości, że Rocznik poznański starszy zaczęto zapisywać w XIII wieku. W pierwszej połowie XIV wieku był kontynuowany, niewątpliwie w Poznaniu. Końcowy jego redaktor żył w tym mieście w roku 1341, gdyż obserwował ślub Kazimierza Wielkiego z Adelajdą Heską w tamtejszej katedrze.

### Hipoteza odpisu ze źródeł małopolskich
Pierwsi wydawcy i badacze doszli do wniosku, że najstarsze noty w Roczniku poznańskim były wypisem z jakiegoś starszego, zaginionego rocznika  małopolskiego, kończącego się około roku 1288. Zapisy te, ich zdaniem, zostały zapoczątkowane zapewne w końcu XIII wieku. 
W XX wieku Gerard Labuda twierdził, że autor oparł się na zaginionym Roczniku kapitulnym krakowskim dawnym. Pogląd o Roczniku poznańskim jako o wypisie z zaginionego  Rocznika kapitulnego krakowskiego dawnego wyraził Jan Dąbrowski w monografii poświęconej dziejopisarstwu polskiemu. Doszedł on jednak do wniosku, że niektóre zapiski pierwszej części zostały uzupełnione  zapewne w XIV wieku kilku wiadomościami, przeważnie znanymi nam z roczników małopolskich i Kosmasa.

### Hipoteza odpisu ze źródeł czeskich
Pod koniec XX wieku uczeni zwrócili większą uwagę na paralelność zapisów Rocznika poznańskiego z czeską Kroniką Kosmasa. Szczegółowe badania wykazały, że Rocznik i Kronika Kosmasa miały wspólne źródło informacji, którym był tzw. Rocznik praski dawny, spisywany w Pradze w X–XIII wieku. Rocznik ten zaginął i różnił się od współcześnie znanego Rocznika praskiego, spisanego w latach 1217–1220. 
Podsumowując najnowsze badania Tomasz Jasiński stwierdził, że pierwsza część Rocznika poznańskiego opierała się w większości na Roczniku praskim dawnym, chociaż autor wspierał się niekiedy zapisami z Rocznika kapitulnego krakowskiego dawnego. 
Według Jasińskiego pierwsze wpisy w Roczniku poznańskim zanotowano w latach 1253–1261. Bardzo prawdopodobne, iż miało to związek z przekazaniem relikwii świętego Stanisława do Pragi w roku 1253. Zapewne jedna z osób przewożących relikwie wypisała z Rocznika praskiego dawnego informacje dotyczące Polski, a następnie uzupełniła wiadomościami z Rocznika kapitulnego dawnego, którego kopię przywiozła do Czech z relikwiami.

## Zawartość
Rocznik dzieli się wyraźnie na trzy części:
1. Zapiski z lat 929–1079
2. Zapiski z lat 1279–1288
3. Zapiski z lat 1339–1341

Wydawcy przyjęli, że XIV-wieczny kontynuator miał w swoim ręku starszy tekst, obejmujący lata 929–1288, do którego dodał sześć zapisek z lat 1339–1341. Końcowy kopista otrzymał go jednak w wersji pozbawionej zapisek środkowych, z lat 1080–1278. Jak stwierdził Gerard Labuda, prawdopodobnie oryginalny rocznik składał się z trzech kart pergaminowych, z których środkowa zaginęła już w XIV wieku.

## Znaczenie

### Informacje przekazane przezRocznik
Wartość źródłowa Rocznika określana przez historyków jako „znaczna”. Zachowała się w nim tradycja w wielu miejscach odmienna od tej, którą przekazały inne średniowieczne dzieła historyczne. W kilku miejscach przekazując  informacje, formułuje je inaczej niż wszystkie inne polskie źródła średniowieczne. Na przykład w zupełnie odmiennej kolejności i formie podaje imiona pięciu braci męczenników.
Rocznik poznański jest najstarszym źródłem do wielu wydarzeń z historii Polski wczesnośredniowiecznej. Czerpali z niego rocznikarze i kronikarze piszący później. Rocznik jako jedyny w Polsce przekazał daty, między innymi, narodzin Bolesława Chrobrego (967), wyświęcenia biskupa Jordana (968), przybycia świętego Wojciecha do Polski (973), czy śmierci Dobrawy (977).

### Problem chronologii tzw. chrztu Polski
Najwięcej kontrowersji współcześnie wzbudza odmienna kolejność wydarzeń związanych z tzw. chrztem Polski, podana przez Rocznik poznański. Zdecydowana większość polskich źródeł średniowiecznych twierdzi, że wpierw Dobrawa przybyła do Mieszka, potem zawarto małżeństwo a na koniec Mieszko się ochrzcił. Tymczasem w Roczniku kolejność tych wydarzeń jest następująca: najpierw chrzest Mieszka (960), potem przekazanie mu Dobrawy i małżeństwo (965), na koniec narodziny Bolesława Chrobrego (967):

Anno domini 960 Mesco dux Polonie, primus christianus Polonus, baptizatus est. Cui anno domini 965 Dambrouca filia ducis Boemorum tradita est in uxorem, de qua anno domini 967 natus est pius Boleslaus.

Taki przebieg wydarzeń zachowały w XII i XIII wieku, obok Rocznika poznańskiego starszego, także Kronika polska Galla Anonima oraz Rocznik świętokrzyski. Dawniejsi badacze uważali, że autor Rocznika poznańskiego zasugerował się tekstem Galla Anonima (nie prędzej Dobrawa połączyła się węzłem małżeńskim, dopóki Mieszko się nie ochrzcił) i pod jego wpływem ułożył taką chronologię zdarzeń.
Współcześnie uczeni odrzucają tę interpretację, gdyż nie ma dowodów na to, iż autor Rocznika znał Kronikę Galla. Zapiski o chrzcie Mieszka i ślubie z Dobrawą zostały najprawdopodobniej przejęte z roczników czeskich. Świadczą o tym identyczne słownictwo, te same zwroty (baptisatus est; primus christianus, uxor; qua natus est), jak też identyczny układ zdań (książę - małżonka księcia - syn księcia) z podobnymi przekazami w zachowanych źródłach czeskich. 
Według Tomasza Jasińskiego podobieństwo to można wyjaśnić tylko w ten sposób, że zapiska o Mieszku z Rocznika poznańskiego została zredagowana na podstawie zapisek z zaginionego Rocznika praskiego dawnego. Jest to poważny argument w polemikach na temat chronologii chrztu Polski, w których część badaczy uważa, że datę tego wydarzenia, za Gallem Anonimem czy Janem Długoszem, należy przesunąć wstecz.